# ヴィルヘルム・ゲゼニウス

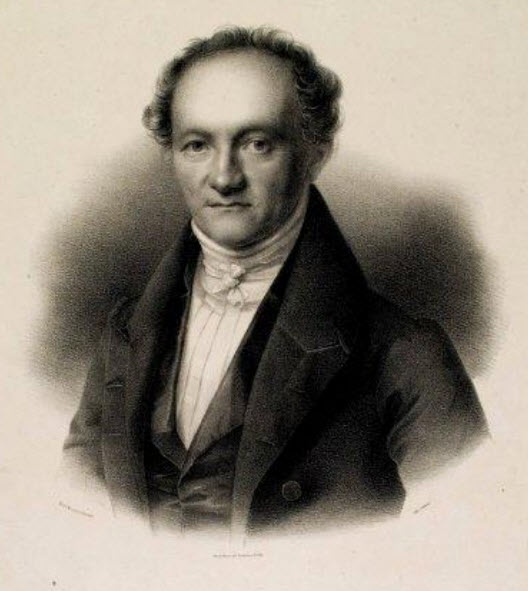

ハインリヒ・フリードリヒ・ヴィルヘルム・ゲゼニウス（Heinrich Friedrich Wilhelm Gesenius、1786年2月3日 - 1842年10月23日）は、ドイツの神学者、セム語学者。ゲゼニウスの編纂したヘブライ語文法・辞典は現在も改訂版が使用されており、その後のヘブライ語研究の基礎を築いた。

## 略歴
ゲゼニウスはノルトハウゼンに生まれ、ヘルムシュテット大学を経てゲッティンゲン大学で1806年に博士の学位を取得した。ゲッティンゲン大学の私講師・員外教授を経て1811年にハレ大学で神学の正教授に就任した。1842年にハレで没した。

## 主な著作
ゲゼニウスのヘブライ語文法は1813年に初版が出版され、生前に13版を重ねた。14版から21版までは教え子のレーディガー(Emil Rödiger 1801-1874)、22版から28版まではカウチ(Emil Kautzsch 1841-1910)によって最新の研究を反映して改訂された。
- Hebräische Grammatik (28th ed.). Leipzig. (1909) [1813]

より学問的な文法書を1817年に出版している。
- Ausführliches grammatisch-kritisches Lehrgebäude der hebräischen Sprache. Leipzig. (1817)

聖書ヘブライ語辞典は何度も出版しており、他のセム語（アラム語やアラビア語）との比較にもとづいている点で大きな特徴を持っている。大著『Thesaurus』はヘブライ語の単語の語源を詳細に論じている。
- Hebräisches-deutsches Handwörterbuch des Alten Testaments. 1. Leipzig. (1810) 第2巻(1812)（ヘブライ語・ドイツ語辞典）
- Lexicon manuale Hebraicum et Chaldaicum in Veteris Testamenti libros. Lipsia. (1833)（ヘブライ語およびアラム語からラテン語への辞典）
- Hebräisches und chaldäisches Handwörterbuch über das Alte Testament (7th ed.). Leipzig. (1868) [1834]（ヘブライ語およびアラム語からドイツ語への辞典。上のヘブライ語・ドイツ語辞典の第4版として出版された）
- Thesaurus philologicus criticus linguae Hebraicae et Chaldaicae Veteris Testamenti. 1. Lipsia. (1835) 第2巻(1840) 第3巻(1853)（没後レーディガーによって完成）

ゲゼニウスは早期のフェニキア語碑文研究者のひとりでもあった。すでにマルタ語がアラビア語の方言であることを論じた1810年の書物で、マルタ語をフェニキア語の後裔とする当時の説に反論するため、フェニキア語の文法・例文集・語彙を収集した。1837年の著書では当時入手できた70種のフェニキア語の碑文を集めて出版した。
- Scripturae linguaeque phoeniciae monumenta quotquot supersunt. 1. Lipsia. (1837) 第2巻 第3巻

ゲゼニウスはレーディガーとともにヒムヤル王国の碑文（古代南アラビア語）解読の先駆者でもあった。
- Gesenius (1841). “Orientalische Literatur. Himjaritische Sprache und Schrift und Entzifferung der letzteren”. Allgemeine Literatur-Zeitung (123-126):  369-399.（ヒムヤルの言語と文字、および後者の解読）

ほかにイザヤ書の注解などを出版している。